# Prima di morire (volume)
Prima di morire (titolo originale Trouble in Triplicate) è un volume di Rex Stout che raccoglie tre romanzi brevi con protagonista Nero Wolfe, e pubblicato per la prima volta negli Stati Uniti nel 1949 presso Viking Press.

## Contenuto
- Prima di morire (1947)
- Nero Wolfe è in pericolo (1945)
- Morte per appuntamento (1946)